# Керопян, Александр Оганесович
Александр (Сашик) Оганесович Керопян (26 мая 1956, Кировакан, Армянская ССР) — советский и армянский футболист, защитник, полузащитник. Мастер спорта СССР.
Воспитанник ДЮСШ «Лори» Кировакан. Начинал карьеру в командах второй лиги «Лори» (1974) и «Ширак» Ленинакан (1975). В 1975—1983 годах играл в высшей лиге за «Арарат» Ереван — 197 игр, 11 голов. В 1983—1984 годах был в составе «Ширака». 1985 год начал в команде второй лиги «Спартак» Октембрян, затем вернулся в «Арарат», где в 15 играх забил один гол. В 1986 году за команду не играл, в 1987 провёл один матч в Кубке Федерации. В 1991 году сыграл одну игру за «Импульс» Дилижан во второй низшей лиге СССР, в следующем году сыграл 15 матчей, забил один гол в чемпионате Армении.
Финалист Кубка СССР 1976.
В 1983 году сыграл один матч за олимпийскую сборную СССР против Болгарии (2:2).